# Новосельское сельское поселение (Крым)
Новосе́льское се́льское поселе́ние (укр. Новосільське сільське поселення, крымскотат. Новосельское кой юрту) — муниципальное образование в составе Черноморского района Республики Крым России.

## География
Поселение расположено на западе района, в степном Крыму, выходя на севере к Каркинитскому заливу Чёрного моря. Примыкает на западе к пгт Черноморское.
Граничит на северо-востоке с Межводненским, на востоке с Краснополянским, на юге с Окунёвским и на юго-западе с Оленевским сельскими поселениями.
Площадь поселения 150,85 км².
Основная транспортная магистраль: автодорога 35К-013 Черноморское — Евпатория (по украинской классификации — Т-0108).

## Население
| 2001  | 2014  | 2015  | 2016  | 2017  | 2018  | 2019  |
| ----- | ----- | ----- | ----- | ----- | ----- | ----- |
| 2761  | ↘2640 | ↘2636 | ↘2620 | ↘2608 | ↘2602 | ↗2625 |
| 2020  | 2021  |       |       |       |       |       |
| ↗2659 | ↗2773 |       |       |       |       |       |

## Состав сельского поселения
Поселение включает 2 населённых пункта:
| № | Населённый пункт | Тип населённого пункта | Население на 2014 год |
| - | ---------------- | ---------------------- | --------------------- |
| 1 | Новосельское     | село, центр            | ↘2424                 |
| 2 | Артёмовка        | село                   | ↘216                  |

## История
Видимо, в 1959 году, в Крымской области УССР в СССР, был образован Новосельский сельсовет, когда Новосельскому был присвоен статус села. На 15 июня 1960 года в составе совета числились населённые пункты:
- Артёмовка,
- Кузнецкое,
- Каракулевка,
- Новосельское

К 1968 году ликвидирована Каракулевка, в 1973 году был образован Краснополянский сельсовет, куда отошло Кузнецкое.
С 12 февраля 1991 года сельсовет в восстановленной Крымской АССР, 26 февраля 1992 года переименованной в Автономную Республику Крым. С 21 марта 2014 года в составе Крыма аннексировано Россией. Законом «Об установлении границ муниципальных образований и статусе муниципальных образований в Республике Крым» от 4 июня 2014 года территория административной единицы была объявлена муниципальным образованием со статусом сельского поселения.